# Tegueste (mencey)
Tegueste ou Tegueste II foi um rei (mencey) guanche que reinou na menceyato de Tegueste em Tenerife (Ilhas Canárias).
Em 1494, com a chegada dos conquistadores liderados por Alonso Fernández de Lugo, Tegueste é aliado ao com o rei Bencomo para repelir a invasão, participando ativamente em confrontos subsequentes. O mencey Tegueste levou consigo cerca de 1.200 guerreiros.
Na primavera de 1496, depois das derrotas de La Laguna e Acentejo, Tegueste se rendeu a os espanhóis. O seu destino é desconhecido, embora seja possível que este é o mencey Reis Católicos deram a República de Veneza em 1496.